# كاميرون إيفانز
كاميرون إيفانز (بالفرنسية: Cameron Evans)‏ (و. 1984  م) هو راكب دراجة هوائية كندي.

## سباقات أو مراحل فاز بها
| التاريخ       | السباق                                                 | المركز                  |
| ------------- | ------------------------------------------------------ | ----------------------- |
| 23 يوليو 2006 | 2006 Tour de Delta                                     | الفائز في التصنيف العام |
| 01 يناير 2007 | 2007 Canada National Road Cycling Championships Men RR | الفائز في التصنيف العام |
| 10 أغسطس 2008 | 2008 Tour de Guadeloupe                                | المركز الثاني           |

## روابط خارجية
- كاميرون إيفانز على موقع الاتحاد الدولي للدراجات (الإنجليزية)
- كاميرون إيفانز على موقع أرشيف الدراجات (الإنجليزية)
- كاميرون إيفانز على موقع إحصائيات الدراجات الإحترافية (الإنجليزية)
- كاميرون إيفانز على موقع نسبة الدراجات (الإنجليزية)